# Нампин-ха
Нампин-ха (яп. 南蘋派) — японская художественная школа процветавшая в Нагасаки во время периода Эдо. Основателем школы стал Кумасиро Юхи, а название пошло от японского имени перебравшегося в Японию из Китая художника Шэнь Цюаня — Шэнь Нампин.

## Этимология названия и история
Название школы происходит от имени Шэнь Цюаня, взятого в Японии — Шэнь Нампин. Шэнь Цюань родился в китайском уезде Дэцин провинции Чжэцзян. Шэнь Цюань работал в академическом стиле империи Мин в жанре «цветы и птицы», одном из самых массовых направлений в искусстве Китая. 3 декабря 1731 Шэнь Цюань прибыл на корабле в Нагасаки по официальному приглашению, а спустя два года, 18 сентября 1733 года он покинул Японию. За два года своего пребывания в Нагасаки художник обучил большое количество учеников, самым талантливым из которых был Кумасиро Юхи, ставший впоследствии основателем школы. В отличие от своего учителя, Кумасиро Юхи упростил композицию, технику работы с кистью и уменьшил чувство рецессии пространства работы. В дальнейшем Со Сисэки ещё больше упростил элементы композиции, приведя к усилению эффекта двухмерности изображения.

## Стиль
Стиль живописи Шэнь Цюаня и его последователей объединял в себе черты искусства востока и запада. В их произведениях флора и фауна были не просто «реалистичны», но выглядели так же, как в китайских и европейских научных трактатах. Нагасаки был крупным торговым портом, куда заходили корабли из Европы, таким образом здесь быстро распространилось европейское искусство и его направления, которые вызывали интерес у японцев. «Уставши» от стиля школы Кано и Сэссю, они с радостью потянулись к новизне и свежести стиля Нанпина и его декоративному подходу, также Нанпин-ха способствовала и развитию реалистического направления в XVIII веке в Японии.
Также в XVIII веке японцы также усиленно интересовались плодами изысканий европейских естественных наук, но при этом отрыва от китайских традиций не произошло. Китайские и европейские научные трактаты сыграли ведущую роль в распространении знаний в области ботаники, зоологии, минералогии; иллюстрации из этих трактатов могли служить источником вдохновения для художников в создании пейзажей и вариаций в стиле «цветы и птицы». Мекарелли охарактеризовал стиль школы Нампин-ха как «декоративное изображение флоры и фауны». В произведениях представителей школы Нампин декоративный аспект ещё больше усилен, поскольку художникам приходилось соответствовать вкусам богатых купцов. Стиль работ представителей школы Нампин характеризуется чёткими линиями и яркими цветами объектов на переднем плане и более мягкими тонами на заднем плане. Он развил классический жанр «цветы и птицы», но придал ему новые черты. 

## Представители школы
- Шэнь Цюань (1682—1760)
- Кумасиро Юхи (1712—1772)
- Чжэн Пэй (середина XVIII века)
- Со Сисэки (1715—1786)